# Ifftalbereich
Der Ifftalbereich ist eine kleinteilige naturräumliche Einheit (5. Ordnung) mit der Ordnungsnummer 130.01 auf dem Gebiet der fränkischen Gemeinden Ippesheim, Marktbreit, Martinsheim, Obernbreit und Seinsheim in den Landkreisen Kitzingen und Neustadt an der Aisch-Bad Windsheim.

## Lage
Der Ifftalbereich (130.01) bildet eine Untereinheit innerhalb der namenlosen Haupteinheit 130.0. Sie ist Teil des Ochsenfurter und des Gollachggaus (130) und damit ein Naturraum in der Haupteinheitengruppe der Mainfränkischen Platten. Der Ifftalbereich umfasst das Talsystem des Mainzuflusses Breitbach und seiner Nebenbäche. Im Norden wird es von der Mainbernheimer Ebene (137.00) begrenzt, im Osten befindet sich die Hellmitzheimer Bucht (137.10). Beide Naturräume sind Teil des Steigerwaldvorlandes (137). Im Süden schließt sich die Ochsenfurt-Uffenheimer Gäufläche (130.10) an. Lediglich im Nordwesten öffnet sich die Landschaft zum Würzburg-Ochsenfurter Maintal (133.04) im Mittleren Maintal (133).
Der Naturraum liegt im äußersten Süden des unterfränkischen Landkreises Kitzingen bzw. im äußersten Norden des mittelfränkischen Landkreises Neustadt an der Aisch-Bad Windsheim. Den Mittelpunkt bilden die Bäche Neuwiesenbach, Iff, Ickbach und Steinbach, die alle in den Breitbach und schließlich in den Main münden. Das Areal ist insbesondere um Marktbreit dicht besiedelt. Durch das Tal von Ickbach und Breitbach führt die Bahnstrecke Würzburg-Treuchtlingen.

## Landschaftscharakteristik
Der Ifftalbereich ist ein tief eingeschnittenes Seitentalsystem des Mains. Das Tal des Breit- bzw. Ifftals bildet den Grenzbereich zwischen den flachen Gäuflächen um Ochsenfurt und dem höhergelegenen Steigerwaldvorland. Die Besonderheit der Landschaft ist der besonders tiefe Taleinschnitt der Mainzuflüsse. Dort hat der Ifftalbereich Ähnlichkeiten mit dem Thierbachtal bei Ochsenfurt, das auch solche sehr tief eingeschnittenen Täler zwischen Mainebene und Hochflächen besitzt.
Die steilen Talhänge waren in der Vergangenheit zeitweise mit Rebstöcken besetzt, bis in die zweite Hälfte des 19. Jahrhunderts wurde Weinbau betrieben. Heute ist die Fläche von kleinen Ackerbau- bzw. Wiesenarealen geprägt, die gelegentlich von Steinriegeln bzw. alten Terrassenmauern mit Schlehdornhecken begrenzt sind. Die natürliche Vegetation ohne Eingriffe des Menschen würde dort im Talgrund ausgedehnte Auwälder mit Eschen, Erlen und Fichten hervorbringen.

## Schutzgebiete
Anders als in vielen anderen Naturräumen existieren in der Umgebung der Iff bzw. des Breitbachs keine Schutzgebiete der höheren Schutzkategorien. Lediglich bei Bullenheim befindet sich ein Teil des Vogelschutzgebietes im südlichen Steigerwaldvorland. Die Bachufer der kleinen Mainzuflüsse sind als Biotope registriert.

## Geologie und Tektonik
Die kleinen Bäche im Ifftalbereich haben einen höchst unterschiedlichen geologischen Untergrund. Die Quellen von Iff und Breitbach liegen im Gipskeuper. Beide Gewässer schufen in Richtung des Maines ihre Täler allerdings im weichen Lettenkeuper, sodass in diesem Teilstück auch flachere Täler vorkommen. Ab Tiefenstockheim bzw. Iffigheim und Winkelhof erreichen die Bäche Gesteine des wesentlich härteren Oberen Muschelkalks, dort entstanden die typischen Steiltäler des Naturraums.